# 國際醫療房地產投資信託
國際醫療房地產投資信託（英語：Global Medical REIT，OTCBB：GMRE
）是美國一間從事投資醫療機構房地產物業的房地產投資信託，亦是正恒國際控股（前身為恆輝企業控股）旗下房地產投資信託。
國際醫療房地產投資信託持有位於內布拉斯加州奧馬哈的Select Medical Specialty Hospital及北卡羅來納州阿什維爾的Orthopedic Surgical Centre。其中Orthopedic Surgical Centre是國際醫療房地產投資信託於2014年8月以252萬美元收購。

## 外部連結
- 國際醫療房地產投資信託 （页面存档备份，存于）